# Glycyphana bella
Glycyphana bella är en skalbaggsart som beskrevs av Wallace 1867. Glycyphana bella ingår i släktet Glycyphana och familjen Cetoniidae. Inga underarter finns listade i Catalogue of Life.